# Hylaea arborescens
Hylaea arborescens är en oleanderväxtart som först beskrevs av Joseph Vincent Monachino, och fick sitt nu gällande namn av J.F. Morales. Hylaea arborescens ingår i släktet Hylaea och familjen oleanderväxter. Inga underarter finns listade i Catalogue of Life.